# Halictus surabadensis
Halictus surabadensis är en biart som beskrevs av Ebmer 1975. Halictus surabadensis ingår i släktet bandbin, och familjen vägbin. Inga underarter finns listade i Catalogue of Life.